# Scogli di Munichedda
Gli scogli di Munichedda sono un gruppo di scogli del mar di Sardegna posti a nord dell'isola di Municca, nella Sardegna settentrionale.

Appartengono amministrativamente al comune di Santa Teresa Gallura.